# Constant folding
Le constant folding (la simplification de sous-expressions constantes) est une des premières optimisations effectuée lors de la compilation d'un programme informatique. Elle consiste à remplacer une expression constante par sa valeur, calculée statiquement par le compilateur.
Par exemple, le code suivant en C :
```
int
 
i
 
=
 
1
 
+
 
2
 
;

```

sera compilé comme s'il s'agissait du code suivant :
```
int
 
i
 
=
 
3
 
;

```